# Hellendoorn
Hellendoorn là một đô thị thủ phủ tỉnh Overijssel phía đông Hà Lan. Đô thị này gồm các thị trấn: Nijverdal và Hellendoorn và các làng Daarle, Daarlerveen, Eelen en Rhaan, Egede, Haarle Hancate, Hulsen và Marle. Các làng trước đây của Noetsele bây giờ là một phần của thị trấn Nijverdal.
Có một công viên giải trí gần thị trấn Hellendoorn gọi là Avonturenpark Hellendoorn. Khẩu hiệu của họ là "Hãy đến đây nếu bạn dám!". Phần trung tâm của đô thị này bao gồm một khu vực đồi núi và dân cư thưa thớt kéo dài về phía tây thành đô thị Rijssen-Holten. Điểm cao nhất nằm ở khoảng 70 m trên mực nước biển và là một phần của Noetselerberg. Một mảng lớn của khu vực này được bao phủ bởi rừng, nhưng cũng có heathlands. Khu vực này bây giờ là một phần của Vườn quốc gia Sallandse Heuvelrug.